# 大城良太
大城 良太（おおしろ りょうた、1989年10月20日 - ）は、沖縄テレビ放送（OTV）アナウンサー。身長178cm。

## 来歴
- 那覇市立寄宮中学校、沖縄県立那覇高校、法政大学人間環境学部卒業後、2012年OTV入社。

## 出演番組

### 現在
- OTV Live News it!（水 - 金）
- 青春エンジン！（リポート・ナレーション、2014年7月より）
- Bリーグ中継（リーグ制作の公式映像）

### 過去
- スポんちゅ！（リポート・ナレーション）
- ひーぷー☆ホップ（ナレーション）
- みんなのニュース おきCORE（木・金）
- FNN OTVニュース（金）
- FNNスピーク（日）
- OTVプライムニュース（木・金）